# انسداد مجرى الهواء الراجع
انسداد الشعب الهوائية العائد أو ما يعرف بالرياح المكسرة أو «دبيلة الخيل» أو يستخدم المصطلح الذي يطلق على المرض الذي يصيب الإنسان وهو داء الانسداد الرئوي المزمن، هو مرض تنفسي أو اضطراب تنفسي مزمن يصيب الخيول بحيث تحدث أرجية التهاب القصبات تتميز بالصفير والسعال وصعوبة التنفس.

## العلامات والأعراض
تتضمن اللأعراض في المقام الأول زيادة الجهد المبذول للتنفس وضيق النفس . وفي بعض الحالات (الثانوية)، تتقدم الحالة ليعاني الحصان من ضيق تنفس حاد وخيم، بيحث يكافح للحصول على الهواء، ما يستدعي التدخل البيطري الطارئ.
كما تظهر أعراض السعال الرطب الذي قد ينتج عنه نخامة سميكة وبلغم لزج.
كما يمكن حدوث أزيز (طب) مسموع.
في الحالات المزمنة، يبدو خط التنفس واضحاً في البطن، وسبب ذلك تضخم الخلايا في عضلات الجهاز التنفسي الخارجي.
في حال ملاحظة أي من هذه الأعراض، يجب الحصول على المشورة البيطرية، حيث يتوجب على الطبيب البيطري التسمّع إلى صدر الحصان، ومحاولة الكشف عن الأصوات العرضية في الرئتين باستخدام السماعة. إن كان التنفس هادئاً يمكن أن يستخدم البيطري كيس إعادة التنفس وهو كيس من البلاستيك يستخدم في الأنف لتكثيف جهد التنفس، يمكن أن يكون هذا الإجراء خطيراً، لذا يجب عدم محاولة إجراءه من قبل غير المختصين.
كما يمكن أن تنفذ غازات الدم الشرياني، على الرغم من أن ذلك نادر الحدوث.
في بعض الحالات، يتم عمل غسل القصبات والأسناخ وهي عملية تنظير داخلي تجرى في أسفل القصبة الهوائية.